# Rio Ceair (Almălău)
O Rio Ceair é um rio da Romênia, afluente do Almălău, localizado no distrito de Constanţa.